# Oligostigma flavipictalis
Oligostigma flavipictalis là một loài bướm đêm trong họ Crambidae.